# Ughelli
Ughelli – miasto w południowej Nigerii, w stanie Delta (zachodnia część delty Nigru). Liczy około 82 tys. mieszkańców (dane na rok 2008). Ważny ośrodek wydobycia ropy naftowej. Miasto jest połączone rurociągami z portami naftowymi Bonny i Forcados. Corocznie rodowici mieszkańcy obchodzą festiwal zwany „Omanuku”.